# Suppression d'emplois
La suppression d'emplois ou réduction des effectifs consiste à réduire le nombre d'employés travaillant pour un employeur, généralement à fin de réduire les coûts.

## Historique
En 1691, une idée dont l'auteur est contesté, vise à dépouiller les prêtres — il s'agit alors de professeurs d'université, de pasteurs et de confesseurs — de leurs biens, de leurs charges et de leurs emplois.
Sous l'ancien régime, des emplois (offices) publics peuvent être supprimés par le roi par édit.
En septembre 1616, à Versailles un édit du roi Portant suppression des Jurez Vendeurs de Sel a petites Mesures vise officiellement à éviter les contestations entre les différents services et à améliorer le service.
En 1664 pour la décision et en 1679 pour l'application, le nombre de notaires d'Annonay a été réduit de 16 à 4, les 4 restants étant catholiques.
En 1678, édit portant suppression des « Corps & Communautez des Marchands Artisans, gens de mestier, Maistrises & Jurandes qui estoient establies dans les Fauxbourgs de Paris , & mêmes celles des Fauxbourgs saint Denys, saint Martin, Montmartre, saint Honoré & Richelieu, & icelles réunies aux Communautez de pareille qualité ».
En 1700, un édit du roi de France concerne la « suppression des offices de Commissàires Enquesteurs & examinateurs de la Province de Languedoc. en échange de vingt-mil livres ».
En Août 1777, un édit du roi de France et de Navarre porte la suppression de tous les « Offices de Receveurs & Contrôleurs Généraux des Domaines & Bois , Receveurs particuliers desdits Bois, Receveurs, Gardes Généraux & Collecteurs des amendes, rejlitutions & confiscations dans les Maîtrises des Bois, Eaux si Forêts ». Le motif de cette suppression est ainsi donné par l'édit : « Continuant à Nous occuper de l'ordre & de l'amélioration de nos Finances, Nous avons été informés que la perception des droits domaniaux de notre Couronne , étoit partagée entre les Receveurs Généraux des Domaines & Bois & la Régie des Domaines : en même temps Nous avons su que ces deux Compagnies recevoient plusieurs droits de même nature, ou dérivant les uns des autres; que l'une recouvroit les droits easuels, & l'autre les cens qui sont un titre primitif de ces mêmes droits; ensorte que deux Commissions qui devroient s'entr'aider & s'éclairer mutuellement 1, se trouvoient désunies. Nous nous sommes convaincus que ces diverses attributions dispendieuses , bien loin de concourir à la conservation des revenus de notre Domaine, augmentoient les difficultés auxquelles cette espèce de recouvrement est: assujettie & contrariaient encore l'intérêt & la tranquillité de nos Sujets, en multipliant pour eux les frais & les contestations ».
Des penseurs proposent en 1876 de supprimer les travaux pénibles pour les femmes dans les usines et les manufactures, sans en faire une loi, afin de ne pas assujettir la femme à un homme. Ils s’appuient pour cela sur l'idée selon laquelle « tout être doit pourvoir à sa subsistance ».
En 1935, en France, des emplois de rédacteurs-vérificateurs sont supprimés conduisant des surnombres devant être réduits au fur et à mesure des vacances.
Dans les années 1960, certaines conventions collectives françaises prévoient des indemnités de congédiement et des indemnités de préavis en cas de suppression d'emploi, notamment dans le bois. Dans les années 1970, ces indemnités de licenciement en cas de suppression d'emploi peuvent parfois être calculées en fonction de l'ancienneté, par exemple dans l'industrie textile. Certains textes précisent que cette indemnité de licenciement est distincte de l'indemnité de préavis.

## Psychologie
D'après Clément IX, « Tant de gens interessez qui ne veulent pas perdre leurs emplois, leurs Charges, leurs Benefices, ni les moiens d'en avoir, & qui font plus d'état des biens temporels que des spirituels, sont toujours prêts à faire tout-ce qu'on désire, d'eux, plutôt que de hazarder leur fortune. », la religion étant alors présentée comme un moyen d'éviter cet égarement.
Pour Chevallier, la suppression de l'emploi conduit à une oisiveté stérile, fait perdre sa propre valeur, ainsi que la disparition de la force morale nécessaire à la liberté d'action.

## Droit privé français
D'après la jurisprudence française, lorsqu'une société choisit de se réorganiser, ou lorsqu'elle est conduite en difficultés économiques, le licenciement d'un salarié revêt un caractère économique (article L.321.1 du Code du travail).

## Droit administratif français

### Les causes
Les collectivités locales peuvent être amenées à se séparer de leurs employés en raison d'un réduction de leurs revenus.

### La suppression
En France, la suppression d'emploi dans les collectivités territoriales est encadrée par la loi. Elle doit avoir une cause, c'est-à-dire qu'elle doit être motivée soit par une restructuration du service, soit par une mesure d'économie (CE du 17 octobre 1986 no 94674). La loi encadre ces procédures, et l'agent peut alors subir une réduction de son traitement.

## Suppressions de poste de fonctionnaire d’État
La suppression d'emploi peut être un objectif politique, ainsi :
- en 2016, Nicolas Sarkozy veut supprimer 300 000 emplois publics sur cinq ans[17] ;
- en 2016, François Fillon plaide pour la suppression de 500 000 emplois publics[18].

Pour François Fillon, l'objectif est à la fois de créer « un choc technique et psychologique » et de réduire la dépense publique de 110 milliards d’euros en 5 ans.

## Historique de suppressions d'emplois dans des grands groupes privés
En 1971, c'est le « Plan Dherse », du nom du président de la Sollac, pour restructurer la sidérurgie lorraine avec l'annonce de 16 000 suppressions d'emplois. La nouvelle usine de Fos-sur-Mer, Solmer, sera, d'après la direction de De Wendel, le « deuxième souffle » de la Lorraine.
À mi-juillet 1983, le groupe Peugeot-Talbot annonce 7 371 suppressions d'emplois, soit 9 % des effectifs du groupe. Le 27 juillet, Jacques Delors déclare : « Une meilleure structure financière permettrait à Peugeot de régler ses problèmes sociaux de manière brutale ». Le syndicat CFDT estime que le problème de l'emploi va aussi se poser de manière durable pendant toute la décennie de la même façon chez Renault et chez Citroën.
Le mercredi 26 juin 2002, le groupe français Alcatel annonce 10 000 suppressions d'emplois en plus des 34 500 autres précédemment annoncées.
Le mercredi 28 février 2007 : le président d'Airbus et vice-président d'EADS, Louis Gallois, présente un plan de suppression de 10 000 emplois dont 4 300 en France.
En mai 2008, un article du journal Le Monde révèle une indemnité potentielle de départ de l'entreprise Alcatel-Lucent, de six millions d'euros, soit 3,3 fois la rémunération de Patricia Russo en 2007, bien qu'au cours de cet exercice, Alcatel-Lucent ait perdu 3,5 milliards d'euros et annoncé 16 500 suppressions d'emplois dans le monde.
Le 26 février 2009, JPMorgan Chase a annoncé la suppression de 12 000 emplois à la suite de l'absorption de Washington Mutual.
En 2013 et 2014, Cisco a supprimé 14 000 emplois en quatre ans, ceci lui a permis de procéder à de la croissance externe; du fait de ce changement de périmètre du groupe, les chiffres des effectifs de Cisco passant de 71 000 à 74 000 emplois ne font pas apparaître ces suppressions d'emplois.
En 2014, Siemens annonce la suppression de 11 600 postes, liée à la réorganisation de l'entreprise.
En 2016, Philippe Varin pour PSA a annoncé un total de 6 000 postes supprimés en Europe.